# 雷德斯多夫
雷德斯多夫（法語：Raedersdorf，发音：[ʁɛdəʁsdɔʁf]；德语：Rädersdorf）是法国上莱茵省的一个市镇，属于阿尔特基什区（Altkirch）和阿尔特基什县（Altkirch）。该市镇总面积7.39平方公里，2009年时的人口为505人。

## 人口
雷德斯多夫人口变化图示